# Mayobre
Mayobre (en gallego y oficialmente, Maiobre) es una aldea española situada en la parroquia de Ares, del municipio de Ares, en la provincia de La Coruña, Galicia.

## Toponimia
Hay numerosos topónimos acabados en –bre en la provincia de La Coruña, cuyo origen celta está bien demostrado. Ya los autores clásicos hablaban de los keltoi (celtas) que poblaban estas tierras, denominando la zona como el Portus Magnus Artabrorum, el Golfo Ártabro, vinculándolas a las antiguas tribus de los ártabros o arrotrebas.
En época medieval aparece el término Magobre, asociado al actual Maiobre por la mayoría de los investigadores y lingüistas. En la magna obra Historia de la Santa Arzobispal y Metropolitana Iglesia de Santiago de Compostela, se menciona que en el año 830 el abad Tructino, por orden del rey Alfonso II, levanta algunas iglesias en Bezoucos, entre ellas la de San Tirso, en Magobre (scm. tirsum in magobre). También la Historia Compostelana hace referencia a esta iglesia en un escrito del conde de Froilaz dirigido al arzobispo de Santiago de Compostela, Diego Gelmírez, en el que, en el año 1134, se realiza una permuta de las iglesias de la zona. Hoy no queda evidencia alguna de esta iglesia en el lugar, ni siquiera en la tradición oral, aunque sí permanecen en pie las vecinas, aludidas en el escrito, de San Pedro de Cervás y Santa Olalla de Lubre.

### Significado
Los lingüistas hacen varias interpretaciones de la composición del término Magobre, derivadas de las lenguas célticas antiguas y pervivencias actuales en lugares como Irlanda, Gales o Bretaña. Por un lado toman el prefijo mag o mago/s como grande, aunque otros lo identifican como campo o llanura. Por otro lado, está el sufijo –bre tomado como altura habitada, entendiendo como tal un castro. En todo caso, casi todos concuerdan con el significado de Magobre como castro fortificado. No sería extraño que en la Antigüedad hubiese habido un castro en la aldea, ya que en la vecindad abundan los restos de varios de ellos.

## Difusión
Hoy en día, el topónimo da forma a un apellido con escasa difusión. Hay censados en España 277 personas con apellido Mayobre, tanto de primero como de segundo. Sus ramas principales radican en la provincia de La Coruña, de donde es originario, aunque también existen líneas en Pontevedra. Además, según los movimientos migratorios del siglo XX, se puede encontrar este apellido en zonas de Venezuela, EE. UU., Cuba y posiblemente algún otro país latinoamericano.

## Demografía
| Gráfica de evolución demográfica de Maiobre entre 2000 y 2018 |
|                                                               |
| Datos según el nomenclátor publicado por el INE.              |